# Elle n'est pas morte !
Elle n'est pas morte ! est une chanson d'Eugène Pottier (l'auteur de L'Internationale), écrite en mai 1886,  et mise en musique sur l'air de T'en fais pas Nicolas de Victor Parizot.
Elle fut écrite en souvenir de la Commune de Paris, Aux survivants de la semaine sanglante.
Elle fait mention d'une part des combattants de la Commune Eugène Varlin, Raoul Rigault, Gustave Flourens, Théophile Ferré, Tony Moilin et Duval, fusillés lors de la semaine du 21 au 28 mai ; et des anti-communards comme Maxime Du Camp, et Alexandre Dumas fils.

## Interprètes
- Germaine Montero, Album Chants pour la liberté dans la collection Histoire de France par les chansons de Vernillat/Barbier 1967.
- Marc Ogeret, Album Autour de la Commune, 1968
- Simone Bartel, Album Chante la Commune de Paris, 1970
- Le groupe 17, Album Chants de la Commune, 1971
- Francesca Solleville, Album La Commune en chantant, 1971
- Les Quatre Barbus, Album La commune de Paris, 1971
- Serge Kerval, Album Chansons révolutions, 1988
- Catherine Perrier, Album L'histoire en Chansons dans L'anthologie de la Chanson Française éditée par EPM, 1994
- Les Amis d'ta femme, Album Noir... et rouge aussi un peu, 2003
- Francesca Solleville, Album Le Cri du Peuple, 2005
- Serge Utgé-Royo, Album Contrechants de ma mémoire, (Volume 3) : La Commune n'est pas morte, 2007 (Prix Académie Charles Cros (Mémoire enregistrée) en juin 2008).
- L'Orchestre Poétique d'Avant-guerre
- Yves Daunès : CD "Chansons Républicaines" (13 titres)

## Musique
Sur l'air de T'en fais pas, Nicolas de Victor Parizot.

## Paroles
Elle n'est pas morte
On l'a tuée à coups d'chassepots,
À coups de mitrailleuses,
Et roulée avec son drapeau
Dans la terre argileuse !
Et la tourbe des bourreaux gras
Se croyait la plus forte.
Refrain
Tout ça n'empêche pas, Nicolas,
Qu'la Commune n'est pas morte !
(2 fois)
Comme faucheurs rasant un pré,
Comme on abat des pommes,
Les Versaillais ont massacré
Pour le moins cent-mille hommes !
Et les cent-mille assassinats,
Voyez c'que ça rapporte...
Refrain
On a bien fusillé Varlin,
Flourens, Duval, Millière,
Ferré, Rigault, Tony Moilin,
Gavé le cimetière.
On croyait lui couper les bras
Et lui vider l'aorte.
Refrain
Ils ont fait acte de bandits,
Comptant sur le silence,
Achevé les blessés dans leur lit,
Dans leur lit d'ambulance !
Et le sang inondant les draps
Ruisselait sous la porte !
Refrain
Les journalistes, policiers,
Marchands de calomnies,
Ont répandu sur nos charniers
Leurs flots d'ignominies !
Les Maxime Du Camp, les Dumas
Ont vomi leur eau-forte.
Refrain
C'est la hache de Damoclès
Qui plane sur leurs têtes :
À l'enterrement de Vallès,
Ils en étaient tout bêtes,
Fait est qu'on était un fier tas
À lui servir d'escorte !
Refrain
C'qui prouve en tout cas, Nicolas,
Qu'la Commune n'est pas morte.
(2 fois)
Bref, tout ça prouve aux combattants
Qu'Marianne a la peau brune,
Du chien dans l'ventre et qu'il est temps
D'crier : « Vive la Commune ! »
Et ça prouve à tous les Judas
Qu'si ça marche de la sorte,
Refrain
Ils sentiront dans peu, nom de Dieu,
Qu'la Commune n'est pas morte !
(2 fois)